# Ibrahim Šehić
Ibrahim Šehić (Rogatica, 2 settembre 1988) è un calciatore bosniaco, portiere dell'Al-Khaleej.

## Caratteristiche tecniche
Portiere mancino rapido e veloce nei movimenti, possiede inoltre delle ottime doti atletiche e dei buoni riflessi tra i pali.

## Carriera

### Club
Ha iniziato la carriera calcistica, giocando per diversi anni nel campionato bosniaco con la maglia dello Željezničar dove ha debuttato in prima squadra all'età di 18 anni, diventando inoltre il capitano più giovane nella storia della società bosniaca, vincendo in patria nella stagione 2009-2010 un campionato e in quella successiva una coppa nazionale.
Nell'estate 2011 viene acquistato dai turchi del Mersin İ. Yurdu, società neo-promossa nella massima serie turca.
Nell'ottobre 2013 si trasferisce alla società azera del Qarabağ, vincendo negl'anni cinque scudetti tre coppe nazionali e una supercoppa nazionale. Nella stagione 2014-2015 gioca per la prima volta assieme con il Qarabağ nei gironi di UEFA Europa League, mentre nella stagione 2017-2018 ottiene una storica qualificazione ai gironi della UEFA Champions League, dove il 18 ottobre successivo, ottiene con la società azera, il primo punto storico nella competizione, nel pareggio in casa per 0-0 contro l'Atlético Madrid, dimostrandosi anche decisivo ai fini del risultato. Tuttavia a fine competizione risulta anche il portiere che ha effettuato il maggior numero di parate (35) durante la fase a gironi. Nel maggio 2018 la società azera comunica al giocatore la decisione di non rinnovargli il contratto per la stagione successiva.
Rimasto svincolato, nell'estate del 2018 si accasa ai turchi dell'Erzurumspor FK.

### Nazionale
Dal 2008 al 2010 ha giocato nella Bosnia ed Erzegovina under 21.
Nel maggio 2010 viene convocato per la prima volta dal CT. Safet Sušić nella nazionale maggiore, tuttavia senza mai scendere in campo.
Fa il suo esordio ufficiale giocando come titolare, il 17 novembre successivo, nell'amichevole giocata in trasferta vinta per 3-2 dalla Bosnia contro la Slovacchia.
Il 7 maggio 2024, dopo 55 partite disputate, annuncia il proprio ritiro dalla nazionale.

## Statistiche

### Presenze e reti nei club
Statistiche aggiornate al 21 maggio 2018.
| Stagione                  | Squadra                   | Campionato                | Campionato | Campionato | Coppe nazionali | Coppe nazionali | Coppe nazionali | Coppe continentali | Coppe continentali | Coppe continentali | Altre coppe | Altre coppe | Altre coppe | Totale | Totale |
| Stagione                  | Squadra                   | Comp                      | Pres       | Reti       | Comp            | Pres            | Reti            | Comp               | Pres               | Reti               | Comp        | Pres        | Reti        | Pres   | Reti   |
| ------------------------- | ------------------------- | ------------------------- | ---------- | ---------- | --------------- | --------------- | --------------- | ------------------ | ------------------ | ------------------ | ----------- | ----------- | ----------- | ------ | ------ |
| 2006-2007                 | Željezničar               | PL                        | 1          | ?          | CBE             | 0               | 0               | -                  | -                  | -                  | -           | -           | -           | 1      | ?      |
| 2007-2008                 | Željezničar               | PL                        | 20         | ?          | CBE             | 4               | ?               | -                  | -                  | -                  | -           | -           | -           | 24     | ?      |
| 2008-2009                 | Željezničar               | PL                        | 29         | ?          | CBE             | 1               | ?               | -                  | -                  | -                  | -           | -           | -           | 30     | ?      |
| 2009-2010                 | Željezničar               | PL                        | 29         | -21        | CBE             | 6               | ?               | -                  | -                  | -                  | -           | -           | -           | 35     | ?      |
| 2010-2011                 | Željezničar               | PL                        | 29         | -25        | CBE             | 8               | ?               | UCL                | 2                  | -6                 | -           | -           | -           | 39     | ?      |
| Totale Željezničar        | Totale Željezničar        | Totale Željezničar        | 108        | ?          |                 | 19              | ?               |                    | 2                  | -6                 |             | -           | -           | 129    | ?      |
| 2011-2012                 | Mersin İ. Yurdu           | SL                        | 22         | -25        | TK              | 0               | 0               | -                  | -                  | -                  | -           | -           | -           | 22     | -25    |
| 2012-2013                 | Mersin İ. Yurdu           | SL                        | 14         | -23        | TK              | 2               | -7              | -                  | -                  | -                  | -           | -           | -           | 16     | -30    |
| Totale Mersin Idman Yurdu | Totale Mersin Idman Yurdu | Totale Mersin Idman Yurdu | 36         | -48        |                 | 2               | -7              |                    | -                  | -                  |             | -           | -           | 38     | -55    |
| 2013-2014                 | Qarabağ                   | PL                        | 22         | -12        | CA              | 3               | -2              | -                  | -                  | -                  | -           | -           | -           | 25     | -14    |
| 2014-2015                 | Qarabağ                   | PL                        | 29         | -23        | CA              | 3               | -1              | UCL+UEL            | 4+8                | -3 + -6            | -           | -           | -           | 44     | -33    |
| 2015-2016                 | Qarabağ                   | PL                        | 32         | -18        | CA              | 3               | -1              | UCL+UEL            | 4+8                | -1 + -8            | -           | -           | -           | 47     | -28    |
| 2016-2017                 | Qarabağ                   | PL                        | 19         | -9         | CA              | 2               | 0               | UCL+UEL            | 4+8                | -2 + -13           | -           | -           | -           | 33     | -24    |
| 2017-2018                 | Qarabağ                   | PL                        | 18         | -5         | CA              | 2               | -3              | UCL                | 11                 | -17                | -           | -           | -           | 31     | -25    |
| Totale Qarabağ            | Totale Qarabağ            | Totale Qarabağ            | 120        | -67        |                 | 13              | -7              |                    | 47                 | -50                |             | -           | -           | 180    | -124   |
| Totale carriera           | Totale carriera           | Totale carriera           | 264        | -159       |                 | 34              | -14             |                    | 49                 | -56                |             | -           | -           | 347    | -229   |

### Cronologia presenze e reti in nazionale
| Cronologia completa delle presenze e delle reti in nazionale ― Bosnia ed Erzegovina | Cronologia completa delle presenze e delle reti in nazionale ― Bosnia ed Erzegovina | Cronologia completa delle presenze e delle reti in nazionale ― Bosnia ed Erzegovina | Cronologia completa delle presenze e delle reti in nazionale ― Bosnia ed Erzegovina | Cronologia completa delle presenze e delle reti in nazionale ― Bosnia ed Erzegovina | Cronologia completa delle presenze e delle reti in nazionale ― Bosnia ed Erzegovina | Cronologia completa delle presenze e delle reti in nazionale ― Bosnia ed Erzegovina | Cronologia completa delle presenze e delle reti in nazionale ― Bosnia ed Erzegovina |
| Data                                                                                | Città                                                                               | In casa                                                                             | Risultato                                                                           | Ospiti                                                                              | Competizione                                                                        | Reti                                                                                | Note                                                                                |
| ----------------------------------------------------------------------------------- | ----------------------------------------------------------------------------------- | ----------------------------------------------------------------------------------- | ----------------------------------------------------------------------------------- | ----------------------------------------------------------------------------------- | ----------------------------------------------------------------------------------- | ----------------------------------------------------------------------------------- | ----------------------------------------------------------------------------------- |
| 17-11-2010                                                                          | Bratislava                                                                          | Slovacchia                                                                          | 2 – 3                                                                               | Bosnia ed Erzegovina                                                                | Amichevole                                                                          | -2                                                                                  |                                                                                     |
| 10-12-2010                                                                          | Adalia                                                                              | Polonia                                                                             | 2 – 2                                                                               | Bosnia ed Erzegovina                                                                | Amichevole                                                                          | -1                                                                                  | 46’                                                                                 |
| 10-8-2011                                                                           | Sarajevo                                                                            | Bosnia ed Erzegovina                                                                | 0 – 0                                                                               | Grecia                                                                              | Amichevole                                                                          | -                                                                                   | 46’                                                                                 |
| 25-3-2016                                                                           | Lussemburgo                                                                         | Lussemburgo                                                                         | 0 – 3                                                                               | Bosnia ed Erzegovina                                                                | Amichevole                                                                          | -                                                                                   | 46’                                                                                 |
| 3-6-2016                                                                            | Toyota                                                                              | Bosnia ed Erzegovina                                                                | 2 – 2 (4 – 3 dtr)                                                                   | Danimarca                                                                           | Kirin Cup                                                                           | -2                                                                                  |                                                                                     |
| 7-6-2016                                                                            | Suita                                                                               | Giappone                                                                            | 1 – 2                                                                               | Bosnia ed Erzegovina                                                                | Kirin Cup                                                                           | -1                                                                                  |                                                                                     |
| 28-1-2018                                                                           | Carson                                                                              | Stati Uniti                                                                         | 0 – 0                                                                               | Bosnia ed Erzegovina                                                                | Amichevole                                                                          | -                                                                                   |                                                                                     |
| 31-1-2018                                                                           | San Antonio                                                                         | Messico                                                                             | 1 – 0                                                                               | Bosnia ed Erzegovina                                                                | Amichevole                                                                          | -                                                                                   | 46’                                                                                 |
| 23-3-2018                                                                           | Razgrad                                                                             | Bulgaria                                                                            | 0 – 1                                                                               | Bosnia ed Erzegovina                                                                | Amichevole                                                                          | -                                                                                   |                                                                                     |
| 27-3-2018                                                                           | Le Havre                                                                            | Senegal                                                                             | 0 – 0                                                                               | Bosnia ed Erzegovina                                                                | Amichevole                                                                          | -                                                                                   |                                                                                     |
| 28-5-2018                                                                           | Zenica                                                                              | Bosnia ed Erzegovina                                                                | 0 – 0                                                                               | Montenegro                                                                          | Amichevole                                                                          | -                                                                                   |                                                                                     |
| 1-6-2018                                                                            | Jeonju                                                                              | Corea del Sud                                                                       | 1 – 3                                                                               | Bosnia ed Erzegovina                                                                | Amichevole                                                                          | -1                                                                                  |                                                                                     |
| 8-9-2018                                                                            | Belfast                                                                             | Irlanda del Nord                                                                    | 1 – 2                                                                               | Bosnia ed Erzegovina                                                                | UEFA Nations League 2018-2019 - 1º turno                                            | -1                                                                                  | 83’                                                                                 |
| 11-9-2018                                                                           | Zenica                                                                              | Bosnia ed Erzegovina                                                                | 1 – 0                                                                               | Austria                                                                             | UEFA Nations League 2018-2019 - 1º turno                                            | -                                                                                   |                                                                                     |
| 11-10-2018                                                                          | Rize                                                                                | Turchia                                                                             | 0 – 0                                                                               | Bosnia ed Erzegovina                                                                | Amichevole                                                                          | -                                                                                   | 46’                                                                                 |
| 15-10-2018                                                                          | Sarajevo                                                                            | Bosnia ed Erzegovina                                                                | 2 – 0                                                                               | Irlanda del Nord                                                                    | UEFA Nations League 2018-2019 - 1º turno                                            | -                                                                                   |                                                                                     |
| 15-11-2018                                                                          | Vienna                                                                              | Austria                                                                             | 0 – 0                                                                               | Bosnia ed Erzegovina                                                                | UEFA Nations League 2018-2019 - 1º turno                                            | -                                                                                   |                                                                                     |
| 18-11-2018                                                                          | Las Palmas                                                                          | Spagna                                                                              | 1 – 0                                                                               | Bosnia ed Erzegovina                                                                | Amichevole                                                                          | -1                                                                                  |                                                                                     |
| 23-3-2019                                                                           | Sarajevo                                                                            | Bosnia ed Erzegovina                                                                | 2 – 1                                                                               | Armenia                                                                             | Qual. Euro 2020                                                                     | -1                                                                                  |                                                                                     |
| 26-3-2019                                                                           | Zenica                                                                              | Bosnia ed Erzegovina                                                                | 2 – 2                                                                               | Grecia                                                                              | Qual. Euro 2020                                                                     | -2                                                                                  |                                                                                     |
| 8-6-2019                                                                            | Tampere                                                                             | Finlandia                                                                           | 2 – 0                                                                               | Bosnia ed Erzegovina                                                                | Qual. Euro 2020                                                                     | -2                                                                                  |                                                                                     |
| 11-6-2019                                                                           | Torino                                                                              | Italia                                                                              | 2 – 1                                                                               | Bosnia ed Erzegovina                                                                | Qual. Euro 2020                                                                     | -2                                                                                  |                                                                                     |
| 5-9-2019                                                                            | Zenica                                                                              | Bosnia ed Erzegovina                                                                | 5 – 0                                                                               | Liechtenstein                                                                       | Qual. Euro 2020                                                                     | -                                                                                   |                                                                                     |
| 8-9-2019                                                                            | Erevan                                                                              | Armenia                                                                             | 4 – 2                                                                               | Bosnia ed Erzegovina                                                                | Qual. Euro 2020                                                                     | -4                                                                                  |                                                                                     |
| 12-10-2019                                                                          | Zenica                                                                              | Bosnia ed Erzegovina                                                                | 4 – 1                                                                               | Finlandia                                                                           | Qual. Euro 2020                                                                     | -1                                                                                  |                                                                                     |
| 15-10-2019                                                                          | Atene                                                                               | Grecia                                                                              | 2 – 1                                                                               | Bosnia ed Erzegovina                                                                | Qual. Euro 2020                                                                     | -2                                                                                  |                                                                                     |
| 15-11-2019                                                                          | Zenica                                                                              | Bosnia ed Erzegovina                                                                | 0 – 3                                                                               | Italia                                                                              | Qual. Euro 2020                                                                     | -3                                                                                  |                                                                                     |
| 4-9-2020                                                                            | Firenze                                                                             | Italia                                                                              | 1 – 1                                                                               | Bosnia ed Erzegovina                                                                | UEFA Nations League 2020-2021 - 1º turno                                            | -1                                                                                  |                                                                                     |
| 8-10-2020                                                                           | Sarajevo                                                                            | Bosnia ed Erzegovina                                                                | 1 – 1 dts (3 – 4 dtr)                                                               | Irlanda del Nord                                                                    | Qual. Euro 2020                                                                     | -1                                                                                  |                                                                                     |
| 11-10-2020                                                                          | Zenica                                                                              | Bosnia ed Erzegovina                                                                | 0 – 0                                                                               | Paesi Bassi                                                                         | UEFA Nations League 2020-2021 - 1º turno                                            | -                                                                                   |                                                                                     |
| 14-10-2020                                                                          | Breslavia                                                                           | Polonia                                                                             | 3 – 0                                                                               | Bosnia ed Erzegovina                                                                | UEFA Nations League 2020-2021 - 1º turno                                            | -3                                                                                  |                                                                                     |
| 15-11-2020                                                                          | Amsterdam                                                                           | Paesi Bassi                                                                         | 3 – 1                                                                               | Bosnia ed Erzegovina                                                                | UEFA Nations League 2020-2021 - 1º turno                                            | -3                                                                                  |                                                                                     |
| 24-3-2021                                                                           | Helsinki                                                                            | Finlandia                                                                           | 2 – 2                                                                               | Bosnia ed Erzegovina                                                                | Qual. Mondiali 2022                                                                 | -2                                                                                  |                                                                                     |
| 31-3-2021                                                                           | Sarajevo                                                                            | Bosnia ed Erzegovina                                                                | 0 – 1                                                                               | Francia                                                                             | Qual. Mondiali 2022                                                                 | -1                                                                                  |                                                                                     |
| 2-6-2021                                                                            | Sarajevo                                                                            | Bosnia ed Erzegovina                                                                | 0 – 0                                                                               | Montenegro                                                                          | Amichevole                                                                          | -                                                                                   | cap.                                                                                |
| 1-9-2021                                                                            | Strasburgo                                                                          | Francia                                                                             | 1 – 1                                                                               | Bosnia ed Erzegovina                                                                | Qual. Mondiali 2022                                                                 | -1                                                                                  |                                                                                     |
| 7-9-2021                                                                            | Zenica                                                                              | Bosnia ed Erzegovina                                                                | 2 – 2                                                                               | Kazakistan                                                                          | Qual. Mondiali 2022                                                                 | -2                                                                                  |                                                                                     |
| 9-10-2021                                                                           | Astana                                                                              | Kazakistan                                                                          | 0 – 2                                                                               | Bosnia ed Erzegovina                                                                | Qual. Mondiali 2022                                                                 | -                                                                                   |                                                                                     |
| 12-10-2021                                                                          | Leopoli                                                                             | Ucraina                                                                             | 1 – 1                                                                               | Bosnia ed Erzegovina                                                                | Qual. Mondiali 2022                                                                 | -1                                                                                  |                                                                                     |
| 13-11-2021                                                                          | Zenica                                                                              | Bosnia ed Erzegovina                                                                | 1 – 3                                                                               | Finlandia                                                                           | Qual. Mondiali 2022                                                                 | -3                                                                                  |                                                                                     |
| 25-3-2022                                                                           | Zenica                                                                              | Bosnia ed Erzegovina                                                                | 0 – 1                                                                               | Georgia                                                                             | Amichevole                                                                          | -1                                                                                  |                                                                                     |
| 4-6-2022                                                                            | Helsinki                                                                            | Finlandia                                                                           | 1 – 1                                                                               | Bosnia ed Erzegovina                                                                | UEFA Nations League 2022-2023 - 1º turno                                            | -1                                                                                  |                                                                                     |
| 7-6-2022                                                                            | Zenica                                                                              | Bosnia ed Erzegovina                                                                | 1 – 0                                                                               | Romania                                                                             | UEFA Nations League 2022-2023 - 1º turno                                            | -                                                                                   |                                                                                     |
| 11-6-2022                                                                           | Podgorica                                                                           | Montenegro                                                                          | 1 – 1                                                                               | Bosnia ed Erzegovina                                                                | UEFA Nations League 2022-2023 - 1º turno                                            | -1                                                                                  |                                                                                     |
| 14-6-2022                                                                           | Zenica                                                                              | Bosnia ed Erzegovina                                                                | 3 – 2                                                                               | Finlandia                                                                           | UEFA Nations League 2022-2023 - 1º turno                                            | -2                                                                                  |                                                                                     |
| 23-9-2022                                                                           | Zenica                                                                              | Bosnia ed Erzegovina                                                                | 1 – 0                                                                               | Montenegro                                                                          | UEFA Nations League 2022-2023 - 1º turno                                            | -                                                                                   |                                                                                     |
| 23-3-2023                                                                           | Zenica                                                                              | Bosnia ed Erzegovina                                                                | 3 – 0                                                                               | Islanda                                                                             | Qual. Euro 2024                                                                     | -                                                                                   | cap.                                                                                |
| 26-3-2023                                                                           | Bratislava                                                                          | Slovacchia                                                                          | 2 – 0                                                                               | Bosnia ed Erzegovina                                                                | Qual. Euro 2024                                                                     | -                                                                                   | cap.                                                                                |
| 17-6-2023                                                                           | Lisbona                                                                             | Portogallo                                                                          | 3 – 0                                                                               | Bosnia ed Erzegovina                                                                | Qual. Euro 2024                                                                     | -3                                                                                  |                                                                                     |
| 20-6-2023                                                                           | Zenica                                                                              | Bosnia ed Erzegovina                                                                | 0 – 2                                                                               | Lussemburgo                                                                         | Qual. Euro 2024                                                                     | -2                                                                                  |                                                                                     |
| 8-9-2023                                                                            | Zenica                                                                              | Bosnia ed Erzegovina                                                                | 2 – 1                                                                               | Liechtenstein                                                                       | Qual. Euro 2024                                                                     | -1                                                                                  |                                                                                     |
| 11-9-2023                                                                           | Reykjavík                                                                           | Islanda                                                                             | 1 – 0                                                                               | Bosnia ed Erzegovina                                                                | Qual. Euro 2024                                                                     | -1                                                                                  |                                                                                     |
| 13-10-2023                                                                          | Vaduz                                                                               | Liechtenstein                                                                       | 0 – 2                                                                               | Bosnia ed Erzegovina                                                                | Qual. Euro 2024                                                                     | -                                                                                   |                                                                                     |
| 16-10-2023                                                                          | Zenica                                                                              | Bosnia ed Erzegovina                                                                | 0 – 5                                                                               | Portogallo                                                                          | Qual. Euro 2024                                                                     | -5                                                                                  | 72’                                                                                 |
| 21-3-2024                                                                           | Zenica                                                                              | Bosnia ed Erzegovina                                                                | 1 – 2                                                                               | Ucraina                                                                             | Qual. Euro 2024                                                                     | -2                                                                                  |                                                                                     |
| Totale                                                                              |                                                                                     | Presenze (10º posto)                                                                | 55                                                                                  |                                                                                     | Reti                                                                                | -65                                                                                 |                                                                                     |

## Palmarès

### Club

#### Competizioni nazionali
- Campionato bosniaco: 1

Željezničar: 2009-2010
- Coppa di Bosnia: 1

Željezničar: 2010-2011
- Campionato azero: 5

Qarabağ: 2013-2014, 2014-2015, 2015-2016, 2016-2017, 2017-2018
- Coppa d'Azerbaigian: 3

Qarabağ: 2014-2015, 2015-2016, 2016-2017
- Supercoppa d'Azerbaigian: 1

Qarabağ: 2015